# Antillorena polli
Antillorena polli är en spindelart som först beskrevs av Simon 1887.  Antillorena polli ingår i släktet Antillorena och familjen Zodariidae. Inga underarter finns listade i Catalogue of Life.